# George H. Proffit
George H. Proffit (* 4. September 1807 in New Orleans, Louisiana; † 7. September 1847 in Louisville, Kentucky) war ein US-amerikanischer Politiker. Zwischen 1839 und 1843 vertrat er den Bundesstaat Indiana im US-Repräsentantenhaus.

## Werdegang
George Proffit besuchte die Schulen seiner Heimat. Im Jahr 1828 zog er nach Petersburg in Indiana, wo er im Handel arbeitete. Nach einem anschließenden Jurastudium und seiner Zulassung als Rechtsanwalt begann er in Petersburg in seinem neuen Beruf zu arbeiten. Gleichzeitig schlug er eine politische Laufbahn ein. Mitte der 1830er Jahre wurde er Mitglied der Whig Party; für die er zwischen 1831 und 1838 mehrfach als Abgeordneter im Repräsentantenhaus von Indiana saß.
Bei den Kongresswahlen des Jahres 1838 wurde Proffit im ersten Wahlbezirk von Indiana in das US-Repräsentantenhaus in Washington, D.C. gewählt, wo er am 4. März 1839 die Nachfolge von Ratliff Boon antrat. Nach einer Wiederwahl konnte er bis zum 3. März 1843 zwei Legislaturperioden im Kongress absolvieren. In diesen Jahren wurde dort zunehmend über eine mögliche Annexion der seit 1836 von Mexiko unabhängigen Republik Texas diskutiert. Seit 1841 belastete der Streit zwischen Proffits Whig Party und dem neuen Präsidenten John Tyler auch die Arbeit des Kongresses.
Im Jahr 1842 verzichtete Proffit auf eine weitere Kandidatur. Nach seinem Ausscheiden aus dem US-Repräsentantenhaus wurde er von Präsident Tyler als Nachfolger von William Hunter zum amerikanischen Gesandten in Brasilien ernannt. Dieses Amt bekleidete er zwischen dem 7. Juni 1843 und dem 10. August 1844. Dann musste er diesen Posten verlassen, weil der US-Senat seine Ernennung nicht bestätigte. George Proffit starb am 7. September 1847 in Louisville und wurde in Petersburg beigesetzt.